# Brienzwiler
Brienzwiler est une commune suisse du canton de Berne, située dans l'arrondissement administratif d'Interlaken-Oberhasli.

Photo aérienne (1956)

La commune accueille sur son territoire le musée suisse de l'habitat rural du Ballenberg.